# Moadon Kaduregel Bnei Yehuda Tel Aviv 2011-2012
Questa voce raccoglie le informazioni riguardanti il Moadon Kaduregel Bnei Yehuda Tel Aviv nelle competizioni ufficiali della stagione 2011-2012. 

## Rosa
| N. |                    | Ruolo | Calciatore        |
| -- | ------------------ | ----- | ----------------- |
| 1  | Nigeria (bandiera) | P     | Dele Aiyenugba    |
| 22 | Israele (bandiera) | P     | Tom Almadon       |
| 33 | Israele (bandiera) | P     | Itamar Israeli    |
| 4  | Israele (bandiera) | D     | Dan Mori          |
| 13 | Israele (bandiera) | D     | Nizan Aharonovich |
| 17 | Israele (bandiera) | D     | Itzik Azuz        |
| 21 | Israele (bandiera) | D     | Aviv Hadad        |
| 7  | Israele (bandiera) | C     | Oz Rali           |
| 9  | Israele (bandiera) | C     | George Imses      |

| N. |                      | Ruolo | Calciatore            |
| -- | -------------------- | ----- | --------------------- |
| 10 | Israele (bandiera)   | C     | Ben Yosef Zairi       |
| 16 | Lituania (bandiera)  | C     | Kęstutis Ivaškevičius |
| 23 | Israele (bandiera)   | C     | Kfri Edri             |
| 25 | Israele (bandiera)   | C     | Shlomi Levi           |
| 27 | Israele (bandiera)   | C     | Gil Itzhak            |
| 8  | Sudafrica (bandiera) | A     | Dino Ndlovu           |
| 11 | Israele (bandiera)   | A     | Pini Balili           |
| 19 | Serbia (bandiera)    | A     | Nenad Marinković      |
| 20 | Argentina (bandiera) | A     | Pedro Galván          |